# Wanda Brzyska

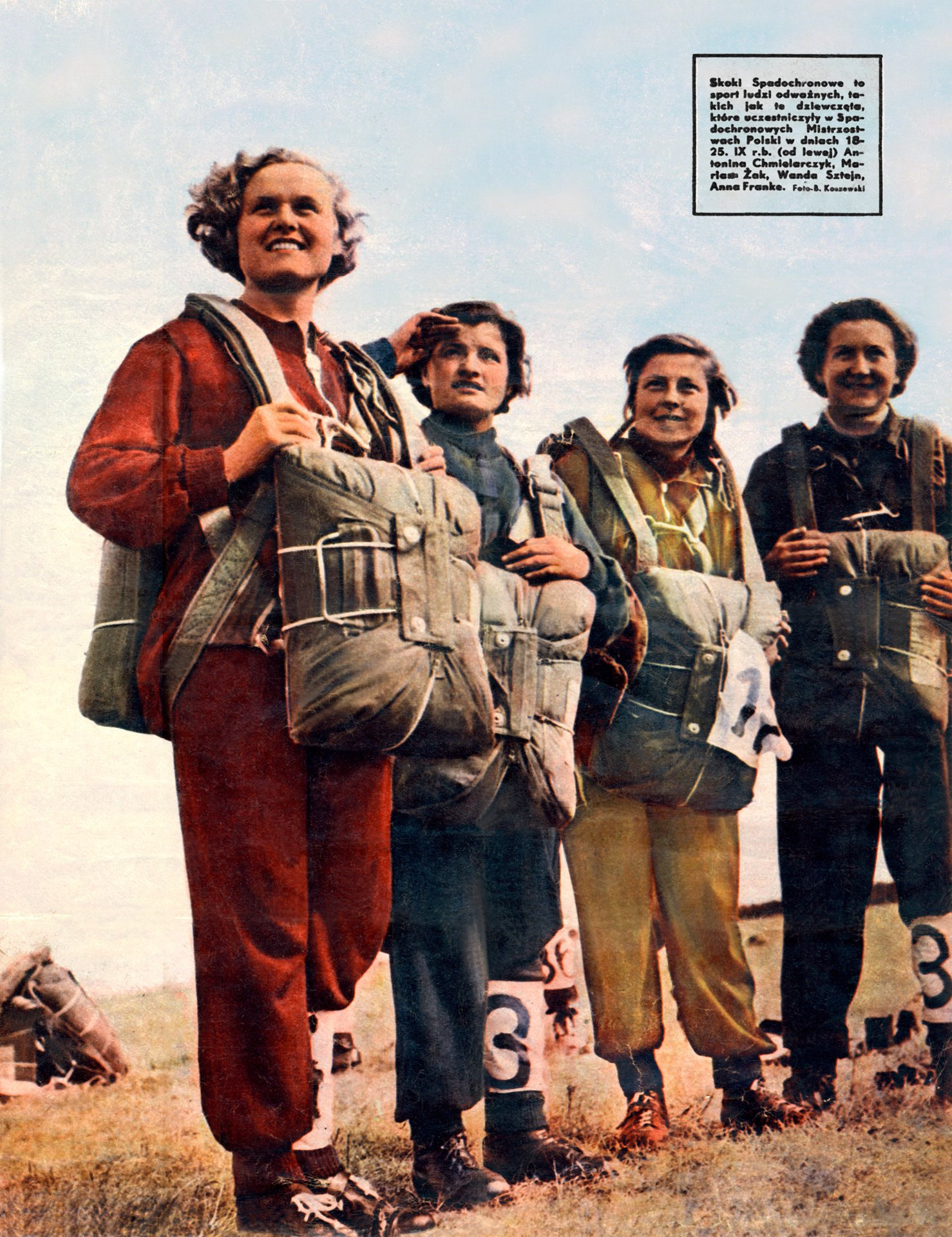
Spadochronowe Mistrzostwa Polski Białystok, od lewej: Antonina Chmielarczyk, Marianna Puchar, Wanda Szteyn (Brzyska), Anna Franke (18–25 września 1955)

Wanda Brzyska (z domu Szteyn) (ur. 19 lutego 1931 w Grodnie, zm. 29 października 2020) – polska chemiczka, prof. dr hab., spadochroniarka.

## Życiorys
Studiowała na Wydziale Matematyki, Fizyki i Chemii Marii Curie-Skłodowskiej, w 1964 obroniła pracę doktorską, w 1972 otrzymała stopień doktora habilitowanego. W 1984 nadano jej tytuł profesora nadzwyczajnego w zakresie nauk chemicznych, a w 1991 tytuł profesora zwyczajnego.
Była wiceprezesem Polskiego Towarzystwa Chemicznego i kierownikiem w Zakładzie Chemii Ogólnej i Koordynacyjnej na Wydziale Chemii Uniwersytetu Marii Curie-Skłodowskiej.

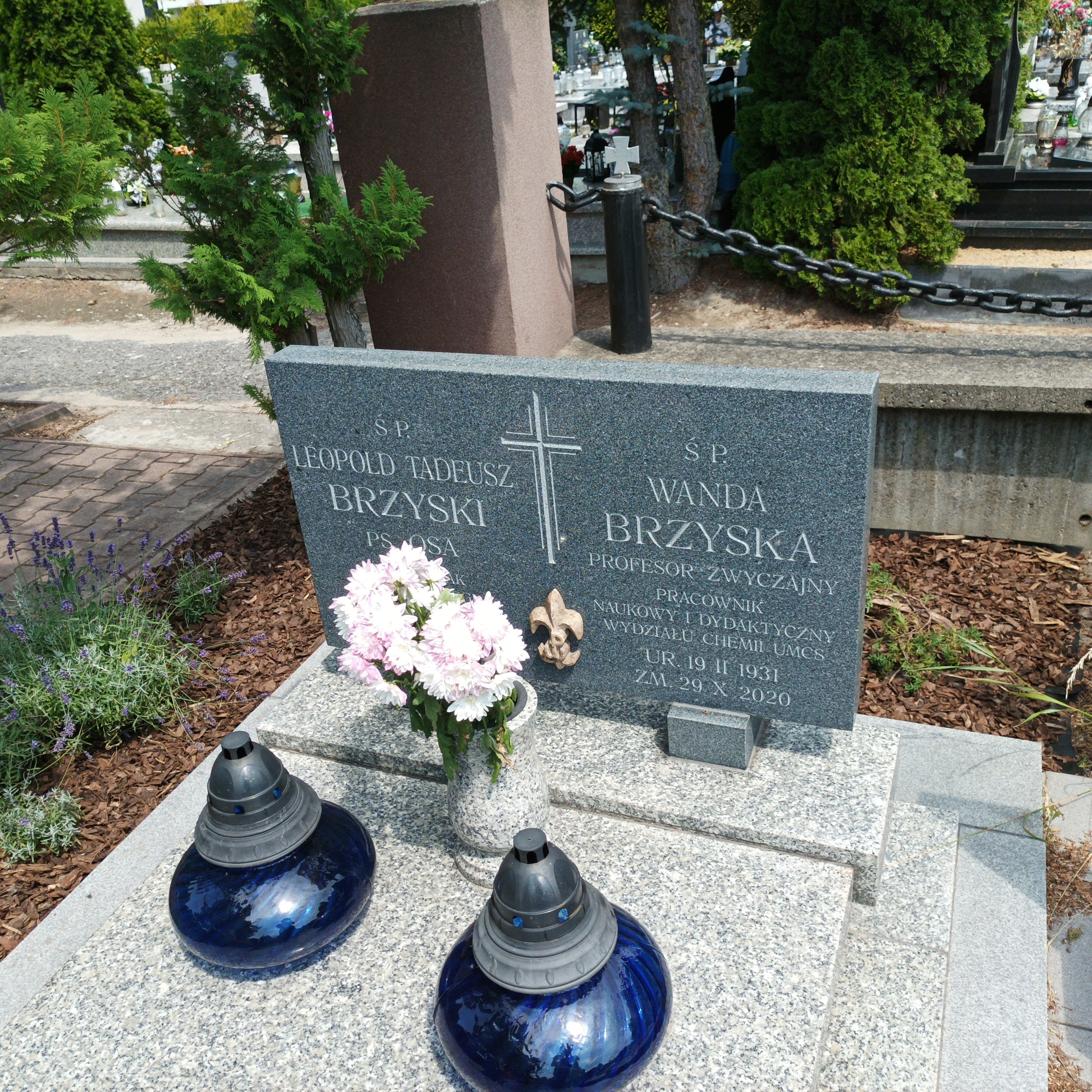
Grób prof. Wandy Brzyskiej na Cmentarzu Komunalnym na Majdanku w Lublinie (Lipiec 2022)

Zmarła 29 października 2020. Pochowana na cmentarzu komunalnym na Majdanku w Lublinie (kwatera S1J2-1-8).

## Odznaczenia
- Złoty Krzyż Zasługi
- Krzyż Kawalerski Orderu Odrodzenia Polski
- Medal Komisji Edukacji Narodowej
- Odznaka „Zasłużony Działacz Kultury”[4]